# Выживу стану крепче
«Выживу стану крепче» — дебютный и единственный альбом проекта Sixtynine, сочетающий фанк, хип-хоп, рэп, панк и рок.
Альбом был записан в 2000-2002 годах, официально издан в 2004 году.
Посвящён памяти матери Виса Виталиса, вдохновителя проекта Sixtynine.

## История создания
До 2000 года Вис Виталис, создатель, вдохновитель и автор всего материала Sixtynine занимался рок и фанк-музыкой, но к концу 90-х обратил внимания на новое звучание и на своей домашней студии начал записывать песни в стиле рэп. К концу 2001 года вчерне был уже записан альбом Выживу стану крепче, треки их которого первоначально не принял к изданию ни один известный музыкальный лейбл того периода. Поскольку рэп движение в России находилось в зачаточном состоянии, а слушательской массы еще не сформировалось, представители лейблов не очень понимали, как продвигать и продавать эту музыку, предпочитая гитарный рок.
В итоге Вис Виталис все же заключает контракт с лейблом Гала Рекордс, но поскольку никакой работы по продвижению проекта лейблом не ведется, Вис Виталис разрываетэтот контракт и, оставшись независимым артистом, в декабре 2001 года небольшим тиражом самостоятельно издает мини-альбом "В Белом Гетто", на котором уже присутствуют некоторые из треков, которые позже войдут в «Выживу стану крепче». Все эти треки позже будут частично переписаны и пересведены для официального издания альбома «Выживу стану крепче».
Альбом В Белом Гетто широко распространяется в России и сопредельных странах, неоднократно переиздается пиратами, треки с него входят в ряд пиратских рэп-сборников и попадают на региональные радиостанции в авторские передачи.
На альбом обращает внимания пресса, Леонид Парфенов в своей передаче "Намедни" посвящает проекту Sixtynine отдельный сюжет, таким образом проект получает известность федерального уровня.
Вдохновленный успехом, Вис Виталис с друзьями в начале 2003 года снимает в Киеве видеоклип на трек "В Белом Гетто", который попадает на MTV, где ротируется несколько летних месяцев и попадает в различные хит-парады.
В конце 2003 года Вис Виталис получает предложение о контракте от музыкального лейбла CD-Land, и в начале 2004 года альбом «Выживу стану крепче» официально издается CD-Land, на компакт-дисках и кассетах.

## Реакция критики
Поскольку основной массив материала для альбома был написан до 2004 года, Рита Скитер на сайте InterMedia пишет, что из-за этого материал альбома может показаться несколько вторичным. Среди недостатков работы она также выделяет отсутствие на пластинке хитов, которые могли бы сразу продемонстрировать все достоинства музыкантов. Среди них журналист прежде всего выделяет искренность, утверждая, что свойственное хип-хопу недовольство окружающей действительностью выглядит органично и естественно. Однако, в то же время, складывается впечатление, что темы, поднимаемые в песнях «Война всё спишет», «Мне нужно оружие», являются для музыканта не более, чем игрой. Также, среди достоинств пластинки указаны моменты, когда музыкантам «становится тесновато» в рамках хип-хопа и ими предпринимаются попытки разнообразить и музыкальную и текстовую составляющие.

Ирина Хоменко В еженедельнике "оТВеть" (Москва) №20 (156), 10- 6 мая 2004) отзывается о посещении презентации альбома так: 
Приглашение пестрело известными именами: музыкант Олег Сакмаров («Аквариум»), автор и ведущий телепрограммы «Однако» Михаил Леонтьев, поэт, автор текстов песен «Наутилус Помпилиус» Илья Кормильцев. А сам концерт поразил.
Бритоголовые ребята, с виду скинхэды, исполняющие музыку чернокожих - рэп, такое еще поискать надо!

И определение стиля группы как «рэп-фанк панк-рок» говорит о том, что ставка сделана сразу на все группы музыкальных интересов. Так прогадать гораздо сложнее.
По аналогии с песней Дельфина «Я буду жить», отмечает обозреватель КМ-онлайн, Вис призывает слушателя пройти через различные жизненные трудности и испытания, для того, чтобы стать при этом сильнее. В связи с тем, что участники проекта симпатизируют коммунистам, во многих песнях используются семплы из советских песен и сказок. Отмечается изобретательность аранжировок, утяжелённые гитары, духовые джазовые партии.
Инна Безугленко в газете "@кция» (Москва) #4 (31), 25 мая 2004 пишет:
Разумеется, на заявленный в агиткампании эстетический символ поколения они не тянут, зато на звание гласа московских окраин вполне себе. Глубокая политизированность группы концентрируется в выражениях типа политики- скоты и воры и нетленным нашу страну продали, проc**ли . Заявленная интеллектуальная подоплека свелась к досужему полистыванию сборника афоризмов классики литературы и философии. Музыкальные аллюзии к паре-тройке выхваченных сэмплов советских шлягеров, да робкому потягиванию рифов у Marilyn Manson a и Eminem a.
Газета Завтра   назвала группу "бесспорным открытием последнего времени", а также опубликовала разбор текстов песен альбома., отметив сочетание традиционного рэп-речитатива, поэтической лексики и народного языка. По мнению журналиста издания, хотя тексты и лишены формальной политичности, тем не менее «уровнем своего политического развития они на голову с вершком превосходят огромное число профессиональных „левых“». Заключается, что альбом является лучшим свидетельством того, что рэп-музыка на современном этапе является главной магистралью развития социально-революционной музыкальной культуры.

Автор пранк-зина "Антикультура", май 2004. считает, что
Альбом призван дико поднять настроение сатано-фашистам, анархо-индивидуалистам, национал-большевикам и всем-всем нашим.
Музыкальный обозреватель сайта Коммерсантъ Борис Барабанов пишет, что несмотря на внешнее соответствие канонам хип-хопа, из-за вторичности музыкальной формы, отсутствия свежих решений как в музыке, так и в текстах, музыкантов сложно назвать рэперами. Классовая борьба, по мнению автора, доведена до абсурда и заставляет сомневаться в искренности музыкантов, и в том, что «эти парни таки готовы идти до конца».

Иван Чернявский на сайте Шоумедиа.Ру сомневается в коммерческом успехе этого альбома, но не отрицает, что он очень интересен: 
Пусть чувствуется, что писался он очень давно, злободневности и ярости тексты не утратили. Виса бесит очень многое – директора рекорд-лейблов, не берущих его музыку, гопники из спальных районов, бизнесмены, обворовавшие страну, безразличные люди вообще. 
Не то, чтобы весь альбом был безупречен – есть слабые места, но важен прецедент. Правильный русский язык (вернее, современный русский без акцента), никаких попыток слепо скопировать западные образцы (вернее, они есть, но совсем из иной плоскости, чем у прочих), живые гитары, сэмплы из детских сказок (и цитаты из Пелевина), жесткая лирика (впрочем, без мата). Некоторые места достойны быть растасканы на цитаты.

 Вис ведет дискуссию с представителями русского рока, иногда их цитируя, иногда ругая. Но на самом деле, если говорить о роке, как о музыке протеста, то именно рэп Sixtynine претендует на то, чтобы быть самым главным роком из всего рока. Ведь сам рок давно поглупел и завяз в пафосе какого-то государственного масштаба. А Вис не связан рамками трех аккордов, не боится говорить, что его бесит Пугачева, и пока ничем себя не запятнал.

## Список композиций
| №   | Название                                  | Длительность |
| --- | ----------------------------------------- | ------------ |
| 1.  | «Intro / Война всё спишет»                |              |
| 2.  | «В белом гетто»                           |              |
| 3.  | «...To kill you»                          |              |
| 4.  | «Мне нужно оружие»                        |              |
| 5.  | «В белом гетто. Часть 2»                  |              |
| 6.  | «Деньги 2001»                             |              |
| 7.  | «Мазы нет выбора»                         |              |
| 8.  | «На ...!»                                 |              |
| 9.  | «Додескаден»                              |              |
| 10. | «Для всех диких котов и кошек (F.A.W.C.)» |              |
| 11. | «В белом гетто. Часть 3»                  |              |
| 12. | «Да не вечер»                             |              |
| 13. | «Выживу»                                  |              |